# Anna Wąsikiewicz
Anna Jolanta Wąsikiewicz z domu Ochędalska (ur. 4 czerwca 1949 w Kłodawie) – polska malarka.

## Życiorys
Urodziła się w Kłodawie, w uzdolnionej artystycznie rodzinie. Członkowie jej rodziny uprawiali malarstwo, a także tworzyli rękodzieło, np. gobeliny. W 1974 roku ukończyła szkołę średnią w Warszawie zdobywając zawód technologa przemysłu spożywczego. Następnie przeprowadziła się do Włocławka w celu znalezienia pracy w zawodzie, gdzie mieszka do dziś.
Ukończyła kurs haftu kujawskiego. Zanim zaczęła malować, zajmowała się m.in. haftowaniem, robótkami ręcznymi, szyciem ubranek dla dzieci, zdobieniem wydmuszek i rzeźbieniem w gipsie.
Jest mężatką, ma trójkę dzieci i siedmioro wnucząt. Rodzina jest dla niej bardzo ważna. W wywiadach podkreśla, że mąż jest dla niej dużym wsparciem w realizowaniu jej pasji malarskiej.
Ważną pasją w jej życiu jest podróżowanie. Interesuje się również muzyką operową i operetkową.

## Malarstwo
Malarstwem zajęła się po wychowaniu dzieci i przejściu na emeryturę. Swoją technikę malarską szlifowała m.in. pod kątem wykładowców Akademii Sztuk Pięknych w Łodzi. Wśród jej nauczycieli byli Krzysztof Walczewski, Witold Pazera i Mariusz Konczalski. W jednym z wywiadów stwierdziła, że duży wpływ na jej rozwój artystyczny miał także plenery z udziałem artystów z Polski i zagranicy oraz dyskusje o malarstwie na plenerach i portalach internetowych.
W 2011 roku została przyjęta do Toruńskiego Oddziału Związku Polskich Artystów Plastyków na podstawie prac.
Jej prace były publikowane m.in. w katalogach z lat 2009–2012 i kalendarzach na lata 2009 i 2010 Naszej Galerii w Łodzi oraz w kalendarzu na 2010 rok Stowarzyszenia Przyjaciół Integracji w Warszawie.
Stosuje różne techniki malarskie, takie jak akwarela, malarstwo olejne, malarstwo akrylowe i ekolina. Jej ulubioną techniką jest malarstwo olejne. Często pracuje ze szpachlą zamiast pędzlem. Jak sama przyznaje, jej twórczość jest ekspresyjna, powstaje pod wpływem danych myśli i emocji. Jej prace określane są jako bliskie abstrakcji. Największą inspirację czerpie z natury, a najczęściej obieranymi przez nią tematami są pejzaże i od kilku lat portrety wnucząt. Jako swoich mistrzów wymienia m.in. Stanisława Wyspiańskiego i impresjonistów. Jej ulubionymi malarzami są Claude Monet, Édouard Manet, Vincent van Gogh i Jan Stanisławski.
Oprócz malarstwa tradycyjnego, interesuje się też grafią komputerową.

### Wystawy
Wąsikiewicz brała udział w 20 wystawach indywidualnych, ponad 70 wystawach grupowych i 40 plenerach malarskich. Liczne pracy Wąsikiewicz znajdują się też w prywatnych galeriach za granicą, m.in. we Francji, Anglii, Holandii, Hiszpanii i Szkocji.

#### Wystawy grupowe
- 1990 – Francja
- 1992 – Aleksandrów Kujawski
- 1999 – Radziejów Kujawski
- 2001 – Miejska Biblioteka Publiczna we Włocławku
- 2002 – Miejska Biblioteka Publiczna we Włocławku
- 2002 – Brześć Kujawski
- 2003 – Jesienny przegląd plastyki - malarstwa i rzeźby w Miejskiej Bibliotece Publicznej we Włocławku
- 2004 – Miejska Biblioteka Publiczna we Włocławku
- 2005 – Miejska Biblioteka Publiczna we Włocławku
- 2005 – Galeria Twórczości Nieprofesjonalnej w Bydgoszczy
- 2005 – Smólnik
- 2006 – Miejska Biblioteka Publiczna we Włocławku
- 2006 – Impresje Chopinowskie w Wieży Ciśnień w Koninie
- 2007 – Miejska Biblioteka Publiczna we Włocławku
- 2007 – Impresje Chopinowskie w Wieży Ciśnień w Koninie
- 2008 – Wystawa Miłość w sztuce w Empik Włocławek
- 2008 – Łódzkie, warte utrwalenia i pokazywania w Domu Kultury w Łodzi
- 2008 – Bruksela, polska Galeria Natta w Paryżu, Oedheim
- 2008 – Hotel Młyn we Włocławku
- 2009 – Teatr Impresaryjny im. Włodzimierza Gniazdowskiego we Włocławku
- 2009 – Wystawa Gwiezdny Plon w Zamku Cesarskim w Poznaniu
- 2009 – Empik Włocławek z okazji Dni Włocławka
- 2009 – Łódzkie, warte utrwalenia i pokazywania w Domu Kultury w Łodzi
- 2009 – Parlament Europejski w Brukseli
- 2009 – Sieradz
- 2010 – Wystawa Ogólnopolskiej grupy Art Angel w Miejskim Ośrodku Kultury w Piasecznie
- 2010 – Wystawa Ogólnopolskiej grupy Art Angel w Grójeckim Ośrodku Kultury
- 2010 – Osada Zabrodzin we wsi Sieczka
- 2010 – Folwark Stara Winiarnia w Mszanie Dolnej
- 2011 – Gołaszewo
- 2011 – Galeria na Poddaszu we Włocławku
- 2011 – Smólnik
- 2011 – Restauracja Masarnia w Grodzisku Wielkopolskim
- 2011 – Żychlin
- 2011 – Ośrodek BOBO w Dyminie
- 2011 – Wystawa Naga Prawda w Galerii Stara Remiza we Włocławku
- 2011 – Konkurs na Dzieło Roku w Salonie Wiosennym Galerii Sztuki Wozownia w Toruniu
- 2012 – Restauracja Masarnia w Grodzisku Wielkopolskim
- 2012 – Smólnik
- 2012 – Gołaszewo
- 2013 – Restauracja Masarnia w Grodzisku Wielkopolskim
- 2013 – Smólnik
- 2013 – Mechelinki
- 2013 – Muzeum Stanisława Noakowskiego w Nieszawie
- 2013 – Gołaszewo
- 2014 – Restauracja Masarnia w Grodzisku Wielkopolskim
- 2015 – Restauracja Masarnia w Grodzisku Wielkopolskim
- 2015 – Wystawa Czarno-Białe we Włocławku
- 2015 – Galeria Dębnowskiego Ośrodku Kultury
- 2015 – Galeria Kapitańska w Szczecinie
- 2015 – Galeria Sztuki Pod Pocztową Trąbką w Gorzowie Wielkopolskim
- 2015 – Galeria RzArt w Rzepinie
- 2015 – Wystawa Czarno-Białe we Włocławku
- 2016 – Galeria im. Tamary Sołoniewicz w Narewce
- 2015 – VIII Triennale Plastyki Włocławskiej
- 2015 – Wystawa Czarno-Białe we Włocławku
- 2016 – Sanktuarium Matki Bożej Leśniowskiej Patronki Rodzin w Żarkach
- 2016 – Wystawa Kręgi w Galerii Sztuki ZPAP w Toruniu
- 2016 – Wystawa Tragedia Nowej Grupy Kujawskiej w Galerii Sztuki Współczesnej we Włocławku
- 2016 – Wystawa Tragedia w Zgierskim Domu Kultury
- 2016 – Dom Kultury w Sierpcu
- 2016 – Dom Kultury w Kluczborku
- 2016 – Łańcut
- 2016 – Filharmonia im. Henryka Wieniawskiego w Lublinie
- 2016 – Galeria BeiiArt w Rzeszowie
- 2016 – Gminny Ośrodek Kultury w Żołyni
- 2017 – ICN Polfa w Rzeszowie
- 2017 – Samorządowe Centrum Kultury w Mielcu
- 2017 – Dom Kultury Sokół w Strzyżowie
- 2017 – Galeria Miejska w Lewocza
- 2017 – Wisełka[7]
- 2019 – Annale w Galerii ZPAP w Toruniu[8]

#### Wystawy indywidualne
- 2002 – Wystawa Wyczucie koloru w filii nr 2 Miejskiej Biblioteki Publicznej we Włocławku
- 2004 – Wystawa Letni pejzaż w filii nr 2 Miejskiej Biblioteki Publicznej we Włocławku
- 2005 – Wystawa Uciec od zgiełku w filii nr 2 Miejskiej Biblioteki Publicznej we Włocławku
- 2005 – Filia nr 2 Miejskiej Biblioteki Publicznej we Włocławku
- 2006 – Filia nr 2 Miejskiej Biblioteki Publicznej we Włocławku
- 2007 – Filia nr 2 Miejskiej Biblioteki Publicznej we Włocławku
- 2007 – Wystawa Radość tworzenia w Galerii Poddasze w Zespole Szkół nr 8 we Włocławku
- 2007 – Filia nr 3 Miejskiej Biblioteki Publicznej we Włocławku
- 2007 – Biblioteka Publiczna w Kowalu z okazji 70-lecia jej istnienia
- 2009 – Wystawa W poszukiwaniu siebie w Miejskiej Bibliotece Publicznej we Włocławku
- 2009 – Wystawa W poszukiwaniu piękna w filii nr 2 Miejskiej Biblioteki Publicznej we Włocławku
- 2009 – Wystawa Mój kolorowy świat w Galerii na Piętrze w Brzeskim Centrum Kultury
- 2010 – Biblioteka Publiczna w Kowalu
- 2010 – Biblioteka Publiczna w Lubrańcu
- 2010 – Wystawa Barwy Kujaw i nie tylko w Miejskiej Bibliotece Publicznej we Włocławku
- 2012 – Wystawa Emocje i przemyślenia w Miejsko-Powiatowej Bibliotece Publicznej im. Franciszka Benińskiego w Radziejowie
- 2012 – Gminna Biblioteka Publiczna w Osięcinach
- 2012 – Gminna Biblioteka Publiczna w Dobrym
- 2014 – Galeria Sztuki Współczesnej we Włocławku[7]
- 2019 – Wystawa Malarstwo nastrojów w Galerii Sztuki Antresola w Centrum Kultury Browar B we Włocławku[9]

### Konkursy
Od wielu lat bierze udział w konkursach malarskich. Od 1999 do 2016 roku corocznie brała udział w konkursie Impresje Włocławskie organizowanym przez Galerię Czarny Spichrz we Włocławku. W 2012 roku otrzymała wyróżnienie w tym konkursie. W 2005 r. uzyskała III miejsce w konkursie malarskim w Smólniku. W 2006 i 2010 roku wzięła udział w Ogólnopolskich Biennale Sztuki nieprofesjonalnej w Skierniewicach. W latach 2011–2015 brała udział w konkursie na Dzieło Roku Związku Polskich Artystów Plastyków w Toruniu, którego prace wystawiane są w Salonie Wiosennym w Galerii Sztuki Wozownia. W 2015 roku otrzymała wyróżnienie honorowe w VIII Triennale Plastyki Włocławkiej. W 2015 i 2016 roku wzięła udział w Annale ZPAP w Toruniu.

### Członkostwo w stowarzyszeniach
Należy bądź należała do licznych stowarzyszeń artystów. Obecnie jest członkinią Nowej Grupy Kujawskiej we Włocławku, Naszej Galerii w Łodzi, Various Art Gallery, Bałtyckiego Stowarzyszenia Marynistów, Ogólnopolskiej Grupy Art Angel, Współczesnego Świata Sztuki i kilku galerii internetowych. W przeszłości była członkinią grupy Malarzy Plenerowych Veri Art.

#### Regionalne Stowarzyszenie Artystów Wło-Art
Była jedną z artystek, która 3 marca 2000 roku w gmachu Miejskiej Biblioteki Pulblicznej we Włocławku zainicjowała powstanie stowarzyszenia artystów „Wło-Art”. Krajowy Rejestr Sądowy zarejestrował organizację w kolejnym roku pod nazwą Regionalne Stowarzyszenie Artystów „Wło-Art”. Wąsikiewicz odeszła ze stowarzyszenia w 2011 roku, po uzyskaniu statusu malarza zawodowego. Jako członkini stowarzyszenia, prowadziła liczne warsztaty dla dzieci. „Wło-Art” nawiązał stała współpracę z podopiecznymi młodzieży Ochotniczego Hufca Pracy, Stowarzyszenia Samotna Mama i Stowarzyszenia Osób Niepełnosprawnych Oligo. Anna Wąsikiewicz jest autorką logo ostatniego z wymienionych stowarzyszeń. Organizowała liczne plenery malarsko-rzeźbiarskie dla regionalnych artystów, przede wszystkim na Agrofarmie państwa Ewy i Mirosława Ziółkowskich w Gołaszewie, a także w innych miejscach, we współpracy z Nadleśnictwem Włocławek